# Guardians of the Galaxy (игра)
Marvel’s Guardians of the Galaxy (в официальной русской локализации — «Стражи Галактики Marvel») — приключенческая компьютерная игра, разработанная Eidos Montreal в сотрудничестве с Marvel Games и изданная Square Enix. Игра основана на серии комиксов Marvel Comics «Стражи Галактики». Релиз игры состоялся 26 октября 2021 года для платформ Windows, PlayStation 4, PlayStation 5, Xbox One, Xbox Series X/S и Nintendo Switch.

## Игровой процесс
В Guardians of the Galaxy игрок берет на себя управление героя по имени Питер Квилл (Звёздный Лорд). Игрок может использовать оружие для победы над врагами, а также летать в воздухе, используя свои реактивные ботинки. Другие члены команды, Гамора, Енот Ракета, Грут и Дракс Разрушитель, не являются напрямую играбельными, поскольку ими управляет искусственный интеллект, но игроки могут отдавать им команды во время боя. У каждого персонажа есть свои уникальные навыки и способности, которые можно связать вместе, чтобы нанести больше урона противникам. По мере того как игрок сражается с врагами, счётчик опыта будет увеличиваться и позволит игрокам использовать особую способность, известную как «Team Huddle», которая побуждает Квилла произнести мотивирующую речь и включить песню, чтобы вдохновить своих товарищей по команде. Хорошая речь даст другим стражам преимущества в игровом процессе, хотя способности Звёздного Лорда будут усилены независимо от качества речи.
На различных этапах игры игрок может принимать ключевые решения с помощью диалоговых веток, которые повлияют на отношения между стражами и результаты определённых миссий. Стражи также будут ссылаться на решения Квилла на протяжении всей игры. Несмотря на разветвлённые пути диалогов, основная история остаётся той же, и у игры есть только один конец.

## Сюжет
Команда Стражей Галактики — Питер Квилл, Гамора, Ракета, Грут и Дракс — проникает в карантинную зону, в которой запечатаны опасные обломки времён войны с Читаури, чтобы поймать редкого космического монстра и продать его Леди Хеллбендер, которая коллекционирует зверей со всей галактики. Продвигаясь по зоне, Квилл и Ракета находят небольшой жёлтый камень, и, взяв его в руки, выпускают на волю агрессивное неопознанное существо, которое нападает на стражей. Команда спасается бегством, и на вылете из зоны попадает на патрульный корабль Корпуса Нова «Надежда Халы» под руководством центуриона Ко-Рел, с которой у Питера был роман 12 лет назад. На корабле стражи знакомятся с Великим уравнителем Рейкером из Вселенской церкви Истины, также арестованного за проникновение в карантинную зону в поисках Золотого бога, и 12-летней кадеткой Никки Голд, которая оказывается дочерью Ко-Рел — и, по всей видимости, Питера. Несмотря на наличие большого количества контрабанды на корабле, Питеру удаётся избежать ареста и обойтись крупным штрафом, на выплату которого команде дали три цикла.
Посчитав свои сбережения, стражи осознают, что штраф им не оплатить. Посовещавшись, Грут и Ракета предлагают отчаянные меры — продать Леди Хеллбендер одного из них, а затем помочь ему бежать. Коллекционерка, однако, раскрывает обман слишком быстро, и Стражам Галактики вновь приходится спасаться бегством — прихватив с собой достаточную сумму для погашения задолженности. Команда возвращается на станцию Корпуса Нова для уплаты штрафа, однако обнаруживает, что станция необычайно безлюдна, а члены экипажа обращены в фанатиков, стремящихся распространить «Обещание». Стражи Галактики решают отправиться на Забвение и просить помощи у Космо.
Прибыв на станцию, команда встречает Мантис. Заметив Дракса, Мантис принимает обеспокоенный вид, гипнотизирует Дракса и наказывает лететь «туда, где растут Котати». Стражи Галактики добираются до Космо, который сообщает, что «Надежда Халы» начала излучать странный сигнал, и направляет команду на корабль с целью разведать обстановку. Добравшись до «Надежды», стражи обнаруживают огромную пушку, выкачивающую «энергию веры» из ближайшей планеты. В бортовом компьютере Питер находит видеозапись, из которой узнаёт, что Ко-Рел умерла в схватке с существом из жёлтого камня на глазах у Никки.
Вскоре на команду нападает Великий уравнитель Рейкер и приводит их к матриарху Церкви, которой оказывается Никки, одержимая существом из камня. Матриарх гипнотизирует стражей, погружая их в мир иллюзий, в котором они могут снова и снова переживать сцены со своими самыми заветными желаниями — так, Питер Квилл видел, как он предотвращает гибель своей матери и начинает жить с ней. В конце сцен героям предлагали принять «Обещание», чтобы продлить иллюзию счастливой жизни, пока существо из камня высасывало из них «энергию веры». Сумев выбраться из мира иллюзий, Стражи Галактики спасаются бегством и решаются просить помощи у Миросознания — коллективного разума, управляющего Корпусом Нова.
На пути к Миросознанию стражи осознают, что большая часть галактики успела принять «Обещание». Разговор с Миросознанием ни к чему не приводит: коллективный разум убеждён, что галактика обречена, поскольку единственный человек, кто мог остановить продвижение Вселенской церкви Истины — Адам Уорлок, золотой бог — мёртв. Миросознание отказывается оказывать какую-либо помощь и совершает гиперпрыжок в неизвестное направление, чтобы безопасно переждать кризис. Тем временем оказывается, что и среди команды стражей есть принявшие «Обещание» — Дракс Разрушитель захватывает корабль с целью направиться к Матриарху, но вместо этого по завету Мантис прилетает на Ламентис, где команда находит Адама Уорлока.
Золотой бог рассказывает, что по мере того, как его Вселенская церковь Истины расширялась, росла и его гордыня, что начало его беспокоить. Вместе с Рейкером они решились на эксперимент, в ходе которого отрицательная сторона Уорлока, названная Магус, была отделена от него и заточена в камне. Питер и Ракета, по всей видимости, высвободили Магуса, и теперь он манипулирует Рейкером и Никки, заставляя их собирать «энергию веры», которой он питается. С помощью Уорлока и Мантис команда освобождает от «обещания» Дракса, помогая ему смириться с утратой семьи, а в дальнейшем — и Никки, которой Питер помогает смириться с утратой Ко-Рел, оказавшейся её приёмной матерью. Стражи Галактики побеждают Рейкера, а Уорлок поглощает Магуса, что освобождает от одержимости остальную галактику.
В сцене после титров Магус берёт верх над Уорлоком и вновь начинает угрожать галактике. Стражам Галактики удаётся заново заключить Магуса в камне, который берёт на хранение Адам Уорлок. Никки присоединяется к команде Стражей Галактики.

## Критика
| Сводный рейтинг       | Сводный рейтинг                                       |
| Агрегатор             | Оценка                                                |
| --------------------- | ----------------------------------------------------- |
| Metacritic            | (PC) 78/100 (PS5) 80/100 (XSX) 84/100 (Switch) 58/100 |
| Иноязычные издания    |                                                       |
| Издание               | Оценка                                                |
| Destructoid           | 6,5/10                                                |
| Game Informer         | 8,5/10                                                |
| GameSpot              | 7/10                                                  |
| GamesRadar+           | [ 16 ]                                                |
| Hardcore Gamer        | 4,5/5                                                 |
| IGN                   | 8/10                                                  |
| PCGamesN              | 7/10                                                  |
| PC Gamer (US)         | 70/100                                                |
| Push Square           | [ 21 ]                                                |
| Русскоязычные издания |                                                       |
| Издание               | Оценка                                                |
| 3DNews                | 7,5/10                                                |
| GoHa.Ru               | 7/10                                                  |
| StopGame.ru           | «Похвально»                                           |
| «Игромания»           | [ 25 ]                                                |
| «Канобу»              | 9/10                                                  |

Guardians of the Galaxy получила в основном положительные рецензии критиков на агрегаторе рецензий Metacritic — средневзвешенная оценка составила 78 из 100 для версии на персональные компьютеры, 84 из 100 для версии на Xbox Series X, 80 из 100 для версии на PS5, но версия для Nintendo Switch получила 58 из 100 и «смешанные или средние» отзывы. Критики в целом назвали игру увлекательным однопользовательским приключением с сильным сюжетом. Игру часто называли неожиданным хитом года, поскольку ожидания были низкими после вялого приема «Marvel's Avengers».
Сюжет игры получил признание критиков. Том Маркс из IGN написал, что Eidos удалось удачно сбалансировать зрелищность и душевные моменты, а частые подшучивания между персонажами представляют элементы забавной ролевой игры. Райан Гиллиам из Polygon отметил, что сюжет «эмоционально резонансный» и похвалил развитие персонажей. Эндрю Райнер из Game Informer назвал диалоги лучшим аспектом игры, хотя они «не столь масштабные как в Mass Effect» и отметил «остроумный юмор, душевную близость и настоящий хаос», характерный для франшизы Guardians of the Galaxy. Сэм Ловеридж из GamesRadar назвал сценарий «блестяще смешным», «трогательным» и «эмоциональным», заявив, что игроки будут увлечены личными историями каждого Стража.
Геймплей получил неоднозначные отзывы. Том Маркс отметил, что боевая система и дизайн уровней приятные, но не достаточно глубоко проработаны, и не новаторские. Викки Блейк из Eurogamer написала, что экшен иногда становятся слишком хаотичными и игре не хватает комплексного подхода: боевая система кажется свежей, но сами бои скучные. Малинди Хетфельд из The Guardian назвала игровой процесс «разочаровывающе простым, когда вы сражаетесь на больших аренах с массой врагов, которые впитывают урон благодаря просто расширенной шкале здоровья» и заявила, что «бой требует чуть больше двух кнопок». Раме из Gamespot заявил, что в игре «нет увлекательной боевой системы, за исключением моментов, когда команда сбивается в кучу для приободрения», однако в игре нет стимула использовать активные навыки Стражей, из-за чего бои часто превращаются в «гринд-фестиваль». Райнер сказал, что бои приятные и приносят массу удовольствия, и сравнил элементы исследования с Uncharted.
Головоломки с окружением критиковали за монотонность и однообразие; Рами назвал их «раздражающими лежачими полицейскими».
Музыка получила высокие оценки. Ряд критиков высоко оценили оригинальные саундтреки в игре и использование хитов 1980-х годов, которые  больше усиливают драматические моменты сюжета.
Российское издание «Игромания» поставило игре 5/5 звёзд, поместив её на 2-е место в списке лучших игр 2021 года, на 2-е место в номинации «AAA года» и на 3-е место в номинации «Нарратив года».
Российский журнал «Мир Фантастики» поставил игру на 1-е место в номинации «Лучшие видеоигры 2021 года» (так же как и It Takes Two, с которой она поделила место).
В марте 2022 года на ежегодной премии LUDI Awards, организованной российскими сайтами Канобу и Игромания, игра заняла 3 место в категории «Глобальная игра года» и 2 место как «Локализация года».

### Продажи
На момент выпуска «Marvel’s Guardians of the Galaxy» стала второй самой продаваемой коробочной игрой в Великобритании после FIFA 22. Стражи стали седьмой самой продаваемой видеоигрой в США в октябре 2021 года. В феврале 2022 года Square Enix заявила, что, несмотря на «сильные отзывы», игра не оправдала их ожиданий по продажам. К ноябрю 2022 года игра привлекла более 8 миллионов игроков, включая игроков, пользующихся услугами подписки PlayStation Plus Extra и Xbox Game Pass.

### Награды
| Год  | Церемония                                      | Категория | Результат | Источник      |
| ---- | ---------------------------------------------- | --- | --------- | ------------- |
| 2021 | The Game Awards 2021                           | Лучшее повествование | Победа    | [ 48 ]        |
| 2021 | The Game Awards 2021                           | Лучшая экшн/приключенческая игра | Номинация | [ 48 ]        |
| 2021 | The Game Awards 2021                           | Лучшая музыка и музыка | Номинация | [ 48 ]        |
| 2021 | The Game Awards 2021                           | Инновации в доступности | Номинация | [ 48 ]        |
| 2021 | National Academy of Video Game Trade Reviewers | Выдающаяся игра, приключенческая франшиза | Номинация | [ 49 ]        |
| 2021 | National Academy of Video Game Trade Reviewers | Выдающаяся оригинальная драматическая музыка, франшиза | Номинация | [ 49 ]        |
| 2021 | National Academy of Video Game Trade Reviewers | Выдающийся сборник песен | Победа    | [ 49 ]        |
| 2022 | Steam Awards                                   | Лучший саундтрек | Победа    | [ 50 ]        |
| 2022 | 25th Annual D.I.C.E. Awards                    | Приключенческая игра года | Победа    | [ 51 ]        |
| 2022 | 25th Annual D.I.C.E. Awards                    | Выдающееся достижение в истории | Победа    | [ 51 ]        |
| 2022 | 22nd Game Developers Choice Awards             | Лучшее аудио | Номинация | [ 52 ]        |
| 2022 | 22nd Game Developers Choice Awards             | Лучшее повествование | Номинация | [ 52 ]        |
| 2022 | Ivor Novello Awards                            | Лучший саундтрек к оригинальной видеоигре (Ричард Жак) | Победа    | [ 53 ]        |
| 2022 | 18th British Academy Games Awards              | Аудио достижения | Номинация | [ 54 ] [ 55 ] |
| 2022 | 18th British Academy Games Awards              | Повествование | Номинация | [ 54 ] [ 55 ] |
| 2022 | 18th British Academy Games Awards              | Исполнитель главной роли (Джон Макларен в роли Звездного Лорда/Питер Квилл) | Номинация | [ 54 ] [ 55 ] |
| 2022 | 18th British Academy Games Awards              | Исполнитель роли второго плана (Джейсон Кавальер в роли Дракса) | Номинация | [ 54 ] [ 55 ] |
| 2022 | 18th British Academy Games Awards              | Исполнитель роли второго плана (Алекс Вайнер в роли Ракеты) | Номинация | [ 54 ] [ 55 ] |
| 2022 | 20th Annual G.A.N.G. Awards                    | Лучший релиз физического саундтрека | Номинация | [ 56 ]        |
| 2022 | 20th Annual G.A.N.G. Awards                    | Музыка года | Победа    | [ 56 ]        |
| 2022 | 20th Annual G.A.N.G. Awards                    | Звуковой дизайн года | Номинация | [ 56 ]        |
| 2022 | 20th Annual G.A.N.G. Awards                    | Лучшее актерское исполнение (Джон Макларен в роли Звездного Лорда, Кимберли-Сью Мюррей в роли Гаморы, Алекс Вайнер в роли Ракеты, Джейсон Кавальер в роли Дракса, Роберт Монткальм в роли Грута) | Победа    | [ 56 ]        |
| 2022 | 20th Annual G.A.N.G. Awards                    | Лучшее голосовое исполнение (Джон Макларен в роли Звездного Лорда/Питера Квилла) | Номинация | [ 56 ]        |
| 2022 | 20th Annual G.A.N.G. Awards                    | Аудио года | Номинация | [ 56 ]        |
| 2022 | 20th Annual G.A.N.G. Awards                    | Лучший кинематографический звук и звук для кат-сцен | Номинация | [ 56 ]        |
| 2022 | 20th Annual G.A.N.G. Awards                    | Творческие и технические достижения в музыке | Номинация | [ 56 ]        |
| 2022 | 20th Annual G.A.N.G. Awards                    | Лучшее негуманоидное исполнение (Роберт Монткальм в роли Грута) | Номинация | [ 56 ]        |
| 2022 | 20th Annual G.A.N.G. Awards                    | Диалоги года | Номинация | [ 56 ]        |
| 2022 | 20th Annual G.A.N.G. Awards                    | Превосходство в доступности звука | Номинация | [ 56 ]        |
| 2023 | 65th Annual Grammy Awards                      | Лучший саундтрек к видеоиграм и другим интерактивным медиа | Номинация | [ 57 ]        |